# Тромбомодулин
Тромбомодулин (CD141 или BDCA-3) — интегральный мембранный белок, рецептор тромбина, находящийся на клетках эндотелия кровеносных сосудов и участвующий в системе антикоагуляции. Он активно ограничивает и регулирует свёртывание крови.

## Структура
У человека тромбомодулин кодируется геном THBD.
Белок имеет молекулярную массу 74 кДа.
Белок состоит из одной цепи, включающей в себя:
- один лектиноподобный домен C-типа (англ. C-Type Lectin-like Domain — CTLD), являющий членом семейства XIV группы доменов суперсемейства лектинов типа C
- шесть тандемно повторяющихся EGF-подобных доменов[англ.]
- муциноподобную область, богатую пролином, серином и треонином и охватывающую множество предсказанных сайтов O-Гликозилирования
- однопроходную трансмембранную область
- цитоплазматический хвост

## Функция
Функционирует в качестве кофактора в процессе активации протеина C тромбином. Тромбомодулин, находясь на мембране эндотелиальных клеток, связывает молекулу тромбина из крови. При этом образовавшийся комплекс тысячекратно ускоряет активацию протеина C. Более того, связанный тромбин исключается из системы свёртывания крови.

## Патология
Тромбомодулин значительно снижен при некоторых заболеваниях, таких как атеросклероз, что может увеличивать свёртываемость крови и повышать риск тромбоза.